# Флашинг-авеню (линия Джамейка, Би-эм-ти)
|   |     |     |     |   |
| · | · л | · э | · л | · |

|   |     |     |     |   |
| · | · л | · э | · л | · |

«Флашинг-авеню» (англ. Flushing Avenue) — станция Нью-Йоркского метрополитена, расположенная на линии Джамейка, Би-эм-ти. Станция находится в Бруклине, на границе округов Бедфорд — Стайвесант и Бушуик, на пересечении Бродвея с Флашинг-авеню. На станции останавливаются маршруты J (круглосуточно, кроме будней днём в пиковом направлении) и M (круглосуточно, кроме ночи). Станцию проходят без остановки маршруты J (в будни днём в пиковом направлении) и Z (в часы пик в пиковом направлении).

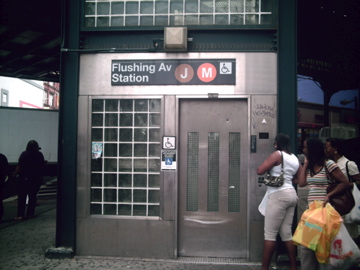
Лифт для инвалидов, ведущий в мезонин станции

Станция была открыта 25 июня 1888 года, на сегодняшний день представлена двумя боковыми платформами, обслуживающими только локальные пути трёхпутной линии. Обе платформы по всей своей длине огорожены высоким бежевым забором и оборудованы навесами. Название станции представлено в стандартном виде: черные таблички с белой надписью.
Станция имеет единственный выход, расположенный с западного конца платформ. Он представлен лестницами, лифтами и эстакадным мезонином, расположенным под платформами. В мезонин с каждой платформы ведет по одной лестнице, в самом мезонине расположен турникетный зал. Через мезонин есть проход между платформами. В город из мезонина также спускаются две лестницы — к южному и северному углам перекрестка Бродвея и Флашинг-авеню. Лифты были установлены для пассажиров-инвалидов осенью 2003 года, т. к. в непосредственной близости от станции располагается местный Фудхалл Госпиталь.
Раньше на станции функционировал и другой выход, расположенный в восточной половине платформ, который приводил к перекрёстку Бродвея и Файетт-стрит. Мезонин второго выхода был разобран: остались только лестницы, так что физически открытие этого выхода возможно.